# Нелло Ді Костанцо
Нелло Ді Костанцо (італ. Nello Di Costanzo, нар. 26 липня 1961, Рим) — італійський футболіст, що грав на позиції півзахисника. По завершенні ігрової кар'єри — тренер.

## Ігрова кар'єра
Народився 26 липня 1961 року в місті Рим. Вихованець юнацьких команд футбольних клубів «Мілан» та «Наполі», вигравши з останнім титул молодіжного чемпіона Італії.
У дорослому футболі дебютував 1982 року виступами за команду клубу «Гладіатор», в якій провів чотири сезони, вийшовши з командою з Серії D, до Серії С2. Згодом у цьому ж дивізіоні грав за команди «Афраголезе» та «Турріс». Завершив професійну кар'єру футболіста виступами за команду «Турріс» у 1990 році.

## Кар'єра тренера
По завершенні ігрової кар'єри отримав тренерський диплом у Коверчано і 1994 рок очолив тренерський штаб клубу «Вірібус Унітіс», з яким за чотири роки вийшов до Серії D, після чого тренував інші аматорські клуби «Пальмезе» та «Гладіатор».
2002 року увійшов до професійного футболу, ставши головним тренером «Беневенто» з Серії С1, закінчивши на восьмому місці в першому сезоні, а під час другого був звільнений в середині сезону. В подальшому очолював ряд нижчолігових аматорських та професійних італійських клубів.